# Крапец (Врачанская область)
Крапец (болг. Крапец) — село в Болгарии. Находится в Врачанской области, входит в общину Мездра. Население составляет 391 человек.

## Политическая ситуация
В местном кметстве Крапец, в состав которого входит Крапец, должность кмета (старосты) исполняет Ангел Горанов Горанов (независимый) по результатам выборов правления кметства.
Кмет (мэр) общины Мездра — Иван Аспарухов Цанов (независимый) по результатам выборов в правление общины.